# Janirella (Parjanirella) verrucosa
Janirella (Parjanirella) verrucosa là một loài chân đều trong họ Janirellidae. Loài này được Birstein miêu tả khoa học năm 1971.